# Fahrwangen
Fahrwangen (toponimo tedesco) è un comune svizzero di 2 056 abitanti del Canton Argovia, nel distretto di Lenzburg.

## Geografia fisica
Fahrwangen si affaccia sul Lago di Hallwil.

## Società

### Evoluzione demografica
L'evoluzione demografica è riportata nella seguente tabella:
Abitanti censiti

## Infrastrutture e trasporti

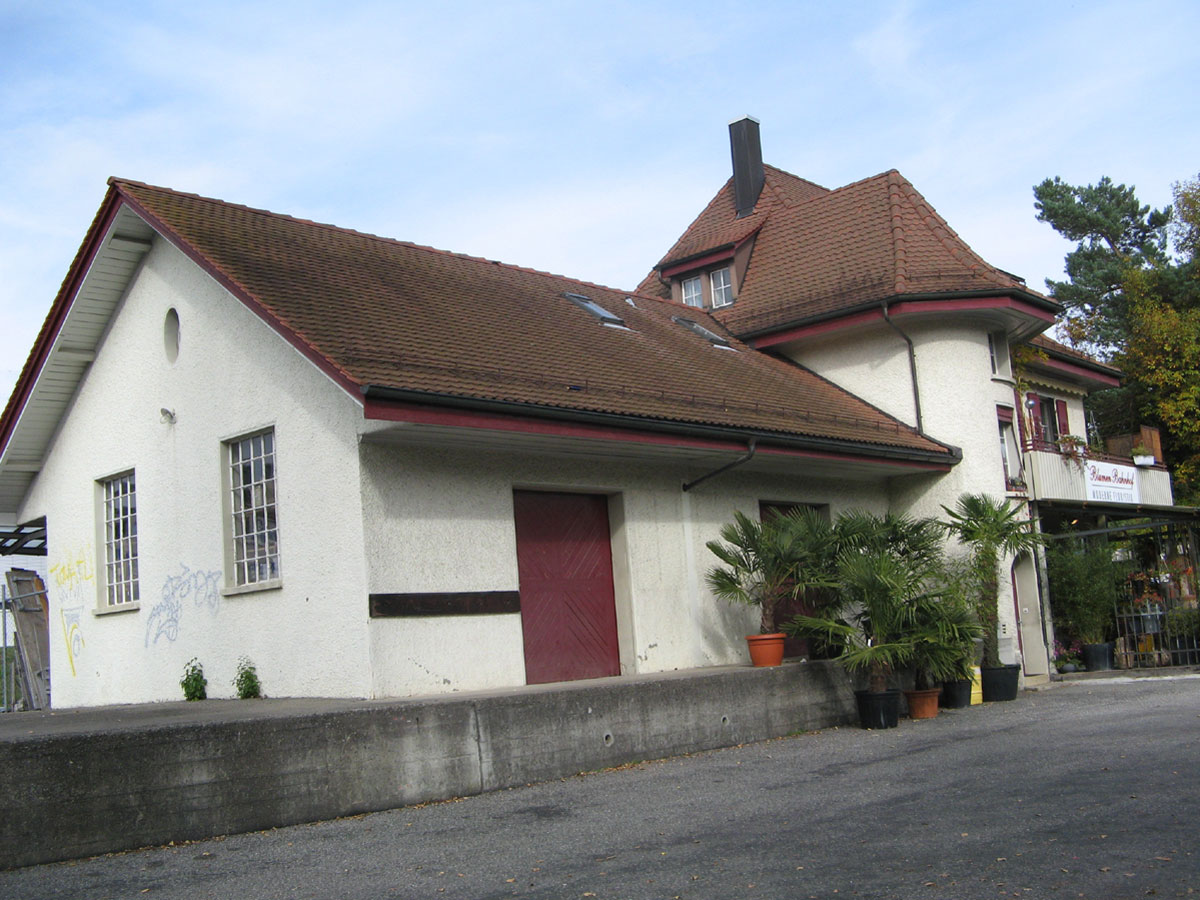
La stazione di Fahrwangen-Meisterschwanden

Fahrwangen è stata servita tra il 1916 e il 1997 dalla stazione di Fahrwangen-Meisterschwanden, capolinea della ferrovia per Wohlen.

## Amministrazione
Ogni famiglia originaria del luogo fa parte del cosiddetto comune patriziale e ha la responsabilità della manutenzione di ogni bene ricadente all'interno dei confini del comune.